# I Am Anne Frank
"I Am Anne Frank" es un episodio de dos partes, consistiendo en el cuarto y quinto episodio de la segunda temporada de la serie de televisión antólogica American Horror Story, estrenándose la Parte 1 el 7 de noviembre de 2012 y la Parte 2 el 14 de noviembre de 2014 por el canal estadounidense de cable FX. La primera parte fue escrita por Jessica Sharzer, y dirigida por Michael Uppendahl, mientras que la segunda fue escrita por Brad Falchuk y dirigida por Alfonso Gomez-Rejon.
En la Parte 1 una nueva paciente dice ser Ana Frank y expone el pasado del Dr. Arden además Kit descubre por qué Grace fue recluida en Briarcliff. Mientras que en la Parte 2 la hermana Jude contacta a un famoso cazador nazi para reunir pruebas contra el Dr. Arden mientras que Kit hace una sorprendente confesión y Bloody Face es finalmente desenmascarado.

## Trama

### Parte 1
Frank (Fredric Lehne) acompaña a la hermana Jude (Jessica Lange) a la celda de una mujer no identificada (Franka Potente) que fue llevada al asilo después de que fuera arrestada tras una pelea en un bar. La Hermana Jude se entera de que la recién llegada se enfureció por un comentario antisemita. Tras más preguntas, la mujer, desafiante, comienza a silbar una melodía.
Mientras tanto, Arden (James Cromwell) continúa sus experimentos con Shelley (Chloë Sevigny), incluida una inyección de algo que, según él, podría hacerla vivir para siempre.
Grace (Lizzie Brocheré) y Kit (Evan Peters) discuten sobre el último sondeo en él hecho por Arden quien, con la ayuda de rayos X, está buscando desesperadamente dentro de Kit el microbot que falta. Luego de que Kit insiste, Grace le comparte su historia. Ella se despertó en la noche con un invasor en la casa que asesinó a su padre y a su madrastra, luego descubrió las partes desmembradas en un armario cuando intentó esconderse y posteriormente su hermanastra la acusó de sus muertes.
El Dr. Thredson (Zachary Quinto) interroga a Lana (Sarah Paulson) sobre su paradero durante la película, ya que él sabe que ella, Grace y Kit intentaron escapar. Ella recuerda la advertencia de Kit de no contarle a nadie sobre las criaturas que vieron en el bosque. El Dr. Thredson cree que Lana no debería estar con el resto de ellos, y se ofrece a tratar su homosexualidad con la esperanza de que pueda ser liberada, pero ella insiste en que no hay tratamiento o cura.
En la sala común, la mujer no identificada escribe en una hoja de papel a una mujer llamada Kitty sobre su estadía en Briarcliff. Lana le advierte que esconda su pluma o la llevarán a aislammiento. Arden entra, y ella lo reconoce como un médico de Auschwitz. Ella ataca a Arden y, mientras es llevada por los guardias, afirma que es Ana Frank.
La hermana Jude cuestiona las afirmaciones de la mujer. "Ana" dice que su salvador fue un soldado estadounidense que la trajo a América con el que luego se casó, y que enviudó cuando su esposo fue requerido en la Guerra de Corea. Afirma que ocultó su identidad para inspirar a otros como una mártir ya que "Servía más muerta que viva".
El Dr. Thredson revela a Kit que piensa que él no es culpable ni está loco, y está dispuesto a mentir para salvarlo, con la condición de que deje de engañarse a sí mismo de la fantasía de abducción alienígena inducida por el trauma. El Dr. Thredson le dice a Kit que cree que él mató a una bibliotecaria y a una secretaria y luego le dice que cree que la noche de la confrontación con Billy en el garaje, él mató a Alma (Britne Oldford) y luego creó la fantasía del secuestro extraterrestre.
Ana revela que Arden es Hans Grüper, un médico de las SS que parecía amable en Auschwitz, sobornando a mujeres y niños con dulces. Con el lanzamiento de una moneda, él "salvaría" a las mujeres, que volverían enfermas, si es que volvían. En la fila para tomar los medicamentos, Lana fantasea con ser recompensada por la Universidad de Columbia por su exposición sobre las atrocidades de Briarcliff. En su fantasía ella, al dar el discurso luego de ser recompensada, le da crédito a los otros reclusos por su inspiración y dice que hizo lo que tenía que hacer para salir. Luego va a ver al Dr. Thredson para comenzar la terapia de aversión.
Estando con Grace en la cocina, Kit se pregunta si inventó su experiencia de secuestro. Grace intenta convencerlo de su cordura. A Grace no le importa si es un asesino, y tienen sexo sobre la mesa de la cocina, donde Frank los descubre.
La hermana Mary Eunice (Lily Rabe) elige un bastón del armario para el castigo que la hermana Jude les dará a Grace y a Kit. La hermana Jude dice estar impresionada por la mejora en su comportamiento. Grace quiere acabar con el azote, pero la Hermana Jude tiene la intención de esterilizarlos. Los dos son separados, y la Hermana Mary Eunice deja el archivo de Grace para que Kit lo lea.
La hermana Jude interrumpe cuando los detectives Byers y Connors, del Escuadrón de Homicidios de Wausaukee, están interrogando a Arden sobre su asalto a la prostituta. Mencionan que ella encontró recuerdos nazis y porno de esclavitud. Después de que Arden se va con disgusto, los detectives le cuestionan a la Hermana Jude sobre la habilidad quirúrgica de Kit para poder desollar y decapitar.
El Dr. Thredson está administrando una droga en Lana para asociar náuseas con imágenes provocativas de mujeres y un paciente, Daniel, será un modelo heterosexual positivo para ella. El Dr. Thredson le pide a Lana que se masturbe ante la estimulación visual y física de los genitales de Daniel. Pero ella tiene náuseas nuevamente, y el Dr. Thredson se da cuenta de que la terapia de aversión / conversión no funcionará con ella.
La hermana Jude relata la creciente evidencia del pasado nazi de Arden al Monseñor Howard (Joseph Fiennes). Él desestima la venganza de ella contra Arden y no cree la historia de Ana. También dice que sabe que ella ha estado bebiendo. Él la insta a rezar y reflexionar. En el laboratorio de Arden, donde Shelley lucha con lo que Arden le inyectó, el Monseñor Howard llama a Arden por teléfono y le dice que van tras él por lo que debe poner sus asuntos en orden.
Mientras pasean por el bosque, la Hermana Jude le dice a su Madre Superiora (Barbara Tarbuck) que ha pecado al volver a consumir alcohol. También relata que cree que Arden es un criminal de guerra. La Madre Superiora le sugiere a la Hermana Jude que investigue por su cuenta a espaldas del Monseñor Howard, pero la Hermana Jude le dice que no lé hará eso al Monseñor.
La hermana Mary Eunice y Carl llevan a Kit a una celda junto a Grace. Kit le dice que aún no lo han castrado, luego le dice que leyó su archivo y le pregunta por qué mintió sobre la muerte de su padre y de su madrastra. Grace le confiesa que fue abusada por su padre, y que mató a su madrastra por tratar de mantenerla callada sobre los abusos, así como a su padre.
Lana es visitada por el Dr. Thredson en la sala común. Él le dice que no ha podido dormir y que lamenta haber intentado la terapia de aversión. Luego le da una fotografía de Wendy y le prometa que cuando él se vaya de Briarcliff al final de la semana, la llevará con él.
Kit le dice a la Hermana Jude que quiere confesar sus crímenes. Le dice que si Dios lo ve y lo sabe todo, entonces sabrá si él mató a Alma. Kit mismo no sabe si lo hizo, pero cree que debe haberlo hacho. Le dice que quiere ser perdonado y que confesará todo lo que haya hecho, aunque no lo recuerde.
Ana está atrapada con Arden en su laboratorio. Ana saca una pistola, que secretamente tomó de uno de los detectives, y le dispara a Arden en la pierna. Luego ella abre una puerta en el laboratorio y del otro lado encuentra a una desfigurada Shelley en el suelo. Shelley, al ver que Ana tiene un arma, le pide que la mate.

### Parte 2
Por recomendación de la Madre Claudia, la Hermana Jude, vestida de civil, visita a Sam Goodman (Mark Margolis), un famoso cazador de nazis y sobreviviente del Holocausto. Ella le entrega el archivo personal de Arden mientras él explica que ese archivo podría ser falso. Él la insta a mantenerse alejada de Arden para que no sospeche, mientras él lo investiga.
Ana todavía está amenazando a Arden a punta de pistola cuando la hermana Mary Eunice y Frank intervienen. Ana es sedada y, cuando despierta, es interrogada por la Hermana Jude, quien explica que Arden fue llevado de urgencia al hospital y que ella y Frank registraron el laboratorio de Arden, pero no encontraron a la "criatura sin piernas" que afirmó haber visto allí.
El esposo de Ana llega a Briarcliff y le informa a Hermana Jude que su verdadero nombre es Charlotte Cohen-Brown. Explica que su esposa está "nerviosa" y obsesionada con Ana Frank después de ver una obra teatral sobre su vida. Después del nacimiento de su hijo David, ella se tatuó su propio brazo y decoró una pared con recuerdos relacionados con los nazis. El Dr. Thredson aparece casualmente y diagnostica a Ana con psicosis posparto. La Hermana Jude permite que la liberen con su esposo, pero la mujer dice que no lo conoce e insiste en que es Ana Frank, pero una foto familiar la hace dudar de su historia. El Dr. Thredson cree que la Hermana Jude está cometiendo un error al liberar a la mujer, y la reprende por autorizar la esterilización de Kit y Grace.
Grace y Kit hablan a través de la pared que separa su celda, imaginando vívidamente que están juntos. La Hermana Mary Eunice libera a Kit de su celda a tiempo para la cena, diciendo que la Hermana Jude cambió de opinión sobre esterilizarlo. Grace piensa que también será liberada, pero la hermana le dice que aún será esterilizada al día siguiente. Después de protestar ruidosamente hasta que se cansa, Grace se despierta por el ruido de la puerta de su celda. Una luz brillante y sobrenatural brilla debajo de la puerta de su celda, reflejándose en su ojo.
Es la hora de la medicación en la sala común. Lana es abordada por el Dr. Thredson, quien le dice que se irán juntos después de la cena y que lo encuentre en la escalera a las 6 en punto. Luego él va a su oficina y configura una grabadora de voz para grabar a Kit confesando el asesinato de su esposa y, a cambio, el informará que Kit está loco para que se quede en Briarcliff y no sea enviado a la silla eléctrica.
En "la luz", Grace se encuentra con una Alma desnuda y embarazada antes de que un extraterrestre le haga un corte en el vientre.
Arden está molesto por el espionaje en su laboratorio mientras estaba en el hospital, y porque la Hermana Jude envió a Charlotte a su casa después de que lo hirió. Él quiere que la Hermana Jude suplique perdón pero, cuando ella se niega, él dice que exigirá al Monseñor Howard que la despida. Él se va para curar su herida y la Hermana Mary Eunice le ofrece su ayuda. Ella explica a Arden que ha sacado a Shelley del laboratorio y que la dejó en el bosque, luego le insinúa que si despiden a la Hermana Jude y él fuera la única autoridad en Briarcliff, requeriría una "mano derecha fuerte".
En el patio de una escuela cercana, una niña pequeña huye gritando de "un monstruo" que ve en el hueco de una escalera. El "monstruo" resulta ser Shelley, que de alguna manera logró arrastrarse hasta allí desde el bosque.
El esposo de Charlotte la devuelve al manicomio, por temor a dejarla sola con su hijo. Se disculpa con Arden por la herida de disparo que le hizo su esposa y le dice a la Hermana Jude que quiere que el Dr. Thredson la trate, ella dice que puede tratar de consultar con él y envía a Frank a buscarlo. El Dr. Thredson logra meter a Lana en su auto para escapar. Cuando Frank le dice que la Hermana Jude lo busca, él le dice que ya no trabaja ahí y que en realidad que "nunca lo hizo", luego escapa de Briarcliff con Lana.
Frank informa a la Hermana Jude que Lana está desaparecida, fuera de los terrenos. Ella lamenta que deba dejar de estar a cargo en Briarcliff. Luego se quita el hábito en su habitación y va a un bar con atuendo civil, donde un hombre le ofrece una bebida.
Arden, con el consentimiento de su esposo, lobotomiza a Charlotte.
El Dr. Thredson lleva a Lana a su casa, diciendo que irán a ver a la policía al día siguiente. Ella trata de llamar a su amiga Lois, pero él la detiene. Compartiendo una copa de vino con ella, él le anticipa que ella ganará un Premio Pulitzer por contar la historia de él. Inicialmente ella no se da cuenta de lo que eso significa. Cuando se sienta en un sillón de la sala de estar, Lana nota marcas peculiares en la pantalla de la lámpara que se asemejan a la piel humana. También pone su atención en un tazón sobre la mesa de café, que parece sospechosamente un cráneo humano cortado. Al fin nota que la casa del Dr. Thredson está sutilmente decorada con partes humanas. Lana comienza a darse cuenta de que está en peligro y se excusa para ir al baño. Cuando explora qué hay detrás de las puertas de la casa, descubre su taller de "fabricación de muebles", donde procesa la piel y los huesos humanos. Él la atrapa husmeando y la deja caer por una trampilla hacia el sótano.
En la sala común del manicomio, Kit nota que Grace sangra vaginalmente. Intenta pedir ayuda, pero es interrumpido por dos policías que lo arrestan por la confesión que grabó el Dr. Thredson (donde Kit confiesa los asesinatos). Grace se sobresalta por la conmoción y le grita a Kit que no está loco y que ha visto que su esposa Alma está viva.
Lana se despierta, encadenada al suelo en el taller oculto del Dr. Thredson. Ella se horroriza al descubrir el cadáver de Wendy, que se descongela en el suelo a su lado. El Dr. Thredson aparece y dice que Lana debe continuar "terapia" con él, besando los fríos labios de Wendy. Explica que le ha quitado los dientes a Wendy, y que se los puso a una máscara de piel humana, la cual se pone. La máscara muestra claramente su identidad secreta oculta desde hace mucho tiempo: él es el Bloody Face original, y es el responsable de los asesinatos de los que se acusa a Kit.
La hermana Jude se despierta en la cama del hombre que le había comprado un trago la noche anterior y se viste cuidadosamente mientras se asegura de no despertarlo.
Por último se muestra a Charlotte, que ahora es una ama de casa funcional y una madre cariñosa. Ella ha comenzado a quitar de la pared las fotografías y artículos del Holocausto y parece más feliz que nunca.
Una de las fotos muestra a un joven Arthur Arden (Hans Grüper) entre los oficiales nazis que rodean a Hitler.

## Producción
La primera parte de I Am Anne Frank fue escrita por la coproductora ejecutiva Jessica Sharzer y dirigida por Michael Uppendahl, y la segunda parte está escrita por el cocreador Brad Falchuk y dirigida por Alfonso Gómez-Rejón.
En una entrevista dada en noviembre de 2012 con Entertainment Weekly, el creador de la serie Ryan Murphy habló sobre varios temas de los episodios. Con respecto al ritmo de los episodios de dos partes y el resto de la temporada, dijo: "American Horror Story siempre trata de un lanzamiento lento de la temporada de revelaciones. El ritmo de estos dos es un poco más lento. Las escenas son más largas y creo que es más reflexivo que el ritmo de los primeros tres. Estos son dos de mis episodios favoritos en la historia del programa. Además, en estos episodios, creo que realmente comprendemos un poco más el mundo y lo que estamos tratando de escribir. sobre cuál es el horror del manicomio en los años 50 y 60 y la degradación y el abuso, los horrores de la vida real. Creo que realmente lo golpeamos de manera excelente en la historia de Ana Frank".
Con respecto a la decisión de hacer un episodio sobre Ana Frank, Murphy dijo: "Tenemos un excelente personal de redacción, pero tomaré el crédito por eso. Una de las cosas que hemos hecho en el programa es incluir personajes históricos reales: el año pasado fue La Dalia Negra y este año es Ana Frank. La Dalia Negra en particular fue un caso que nunca se resolvió, así que lo resolvimos a nuestra manera. Lo de Ana Frank siempre fue interesante para mí porque después de la guerra, al igual que en el caso de Anastasia, hubo muchas mujeres que se presentaron después de ese diario y dijeron: 'Yo soy la verdadera Ana Frank', y fueron desestimadas. Muchas de ellas estaban enfermas mentales y padecían esquizofrenia, así que leí sobre esos casos. Incluso antes de que escribiéramos una palabra, pensé que había una especie de actriz que estaba interesada en interpretar a Ana Frank y esa era Franka. Así que la traje y le dije: 'Voy a escribir esto para ti y lo harás.' Y no teníamos guión porque estábamos en una etapa muy temprana de la temporada. A ella le encantó la historia y la hice jurar que mantuviera el secreto y que Dios bendiga su corazón ya que estuvo como cinco meses sin contárselo a nadie. Me encanta cómo surgió".
La temporada pasada, Murphy había hablado con Zachary Quinto sobre el Dr. Oliver Thredson, quien fue revelado en la "Parte 2" como el asesino en serie Bloody Face. Quinto afirmó que el conocimiento "hizo que fuera aún más divertido para mí construir el personaje de una manera que pareciera que era compasivo, solidario y preocupado por el bienestar de los pacientes en Briarcliff, pero con estos motivos ocultos". Agregó que Thredson "lleva muchos secretos con él. Es muy inteligente. Pero también tiene mucha experiencia en cubrir esas sectas y ocultarlas y mantenerlas. Hay un plan. Es ferozmente inteligente y obviamente despiadado en su disposición para crear este mundo para sí mismo. Es delirante dentro de sí mismo. No está tratando de venderte una historia. Está tratando de creerlo. Aprenderás más en las próximas semanas sobre lo que lo motivó a estos horribles crímenes".

## Recepción
La "Parte 1" fue vista por 2.65 millones de espectadores, un aumento con respecto al episodio anterior, y recibió una calificación adulta 18-49 de 1.5. La "Parte 2" fue vista por 2.78 millones de espectadores y recibió una calificación de 1.6.
Rotten Tomatoes informa una calificación de aprobación del 91% para la "Parte 1", basada en 11 revisiones. El consenso crítico dice: "El ritmo se mide bastante en comparación con los episodios anteriores de la temporada, pero  'I Am Anne Frank (Part 1)'  aumenta la apuesta de manera importante con un desarrollo de carácter serio y empático". Mientras que la "Parte 2" recibió una calificación de aprobación del 100%, basada en 11 revisiones. El consenso crítico dice: "Comparativamente ligero sobre el horror,  'I Am Anne Frank (Part 2)'  todavía está lleno de giros y susto, rematado con el regreso de un personaje principal espeluznante". Joey DeAngelis del Huffington Post declaró: "Obviamente, la primera parte de  'I Am Anne Frank'  no es la mejor hora de American Horror Story y realmente no hizo mucho para impulsar la historia, pero maldita sea si no fue entretenida." DeAngelis dijo que la segunda parte "Tocó notas altas importantes, cambiando el curso de la temporada para mejor. Fue rematado por una actuación deliciosamente espeluznante de Zachary Quinto". Amy Amatangelo de Paste llamó a la primera parte "el [episodio] más fuerte de la temporada" y declaró: "La serie se mantuvo alejada de los clichés schlocky a favor de un desarrollo más profundo del personaje y una estrella invitada convincente". Sin embargo, Amatangelo pensó que la segunda parte era "increíblemente misógina". y agregó: "¿Qué separa a American Horror Story de un episodio de Criminal Minds, realmente? El programa parece estar revolcándose en torturar a las mujeres". Matt Fowler de IGN declaró: " 'I Am Anne Frank (Part 2)'  fue un episodio asesino lleno de la cantidad correcta de giros y sustos, coronado por un giro perfectamente espeluznante de Zachary Quinto".